# Goa trance
Goa trance é um gênero de música eletrônica, que emergiu no final da década de 1990 no estado indiano de Goa com o músico e ex-hippie norte-americano Goa Gil. Caracteriza-se pelo uso de melodias repetitivas, trechos de mantras indianos e efeitos psicodélicos, com pequenas variações que se sobrepõe em multi-camada, apresentando também um bumbo característico com pitch menos elevado.

## História
O estilo começou em Goa (Índia) entre a década de 1960 e 1970, quando os chamados hippies, viajantes, buscadores espirituais e um sem-número de pessoas ligadas a manifestações de contra cultura, munidos de conhecimento técnico de produção de música eletrónica e de um puro desejo de curtir e experimentar, desenvolveram, de forma intuitiva, um novo estilo sonoro. Goa Gil é um dos fundadores desse movimento.
Foram incorporados à tradicional música eletrónica elementos da sonoridade oriental, bem como ritmos menos industriais do que aqueles tão comuns ao techno urbano, que era o estilo vigente da época. Informações rítmicas tribais e étnicas foram também incorporadas, resultando assim numa música mais orgânica, mais facilmente assimilável, que estimulava não só estados próximos ao transe místico (associados aos mantras indianos, por exemplo), mas também uma maior harmonia com os ambientes naturais e ao ar livre.
Festas espontâneas emergiam no litoral de Goa, quando voluntários se encarregavam de instalar som e decoração precárias, mas suficientes para levar os participantes a experimentar uma atmosfera celebrativa muito especial, não só a partir da música, mas de uma vivência única de liberdade.
Foi assim que nasceu o chamado Goa trance. Inicialmente melódico e muito carregado dos elementos orientais, foi levado à Europa, onde aos poucos se multiplicaram festas inspiradas no estilo de Goa. As festas foram aumentando de tamanho, atraindo mais e mais pessoas, e trazendo a tona um revival das velhas aspirações dos movimentos hippie e da contra cultura da década de 1960 e década de 1970. Explicando o processo de fusão cada vez mais nítida do velho rock'n roll às batidas hipnóticas da música electrónica e dos elementos orientais.
GOA Full Moon (em português "Lua Cheia") é o nome da primeira festa de "psy" no caso de Goa trance. Uma festa que é feita ao ar livre e sempre em noite de Lua Cheia por isso a origem do nome Full Moon.
Depois da sua época dourada nos anos 90, com um surgimento de vários sub-géneros (Psy-Trance Full-On, Progressive, etc.) no início da década de 2000, o próprio género Goa Trance sofreu uma época decadente com o número de artistas e projetos a produzirem Goa Trance a descer consideravelmente. Muitos consideraram que o género estaria desactualizado e portanto condenado ao esquecimento.
Em 2007 aconteceu uma redescoberta do gênero com uma nova onda de artistas a trazerem de volta a velha energia do Goa Trance com um som mais limpo fazendo uso de novas técnicas de produção e de hardware/software de ponta. Estão de volta as explosões melódicas típicas do género. Nomes como Artifact303, Afgin, Khetzal, Antares, Filteria, Amithaba Buddha, Braincell... que já brilham na cena do género, vem provar que o Goa Trance é um género eterno e atemporal.

## Psy Trance x Goa Trance
Há controvérsias a cerca da disassociação das vertentes psy trance e goa trance. Alguns caracterizam tanto um como outro um único estilo.
Goa trance é considerado um estilo nascido em Goa, Índia que possui características intrínsecas como o constante uso de melodias repetitivas com pequenas variações que se sobrepõe em diferentes elementos, multi-camada, formando um som bastante hipnótico que cumpre a função de levar o transe através da repetição. Além disso, apresenta bumbo característico com pitch menos elevado, trechos de mantras indianos e efeitos psicodélicos. Exemplos de artistas ligados ao estilo goa trance são:
Goasia, The Muses Rapt, Pleiadians, Celestial Intelligence, Astral Projection, California Sunshine, Children Of the Doc, New Born, Rica Amaral (old), ASIA 2001, Proxeeus, Total Eclipse, Man With No Name, Cosmosis (old), Green nuns of The revolution (old), Dimension 5 (old), Filteria, Ka-Sol (old), Antares, Ephedra, Triquetra, Anoebis, Étnica, E-Mantra, Alienapia, Deedrah, Sonic Elysium (old), Nostromosis, Koxbox (old), Crocoloko (old), Yahel (old), Dj Solitare, Lunar Dawn, M-run, Woozle, GhostOnAcid, S.U.N project (old), X-Dream (old), MindSphere, Dj Ghantt, Artifact303, Lord Flames, Cosmic Dimension, DaPEACE e, Afgin.
O Psytrance, base do Goa Trance com diminuição do excesso de melodias repetitivas e enfâse nos elementos psicodélicos. Bumbo com pitch elevado, efeitos sonoros mais trabalhados e complexos. Uma música característica do desenvolvimento deste estilo que se tornou hit no mundo inteiro em torno do ano 2000 é do famoso projeto Hallucinogen com título Mi-Loony-Um!. Exemplos de artistas ligados ao estilo psytrance são:
- Tristan
- Ajja
- Talamasca
- Burn in Noise
- Avalon
- Tropical Bleyage
- Virtual Light
- Fungus Funk
- Earthspace
- Laughing Buddha
- Digicult

## Nova geração de artistas de Goa Trance
Alguns artistas atuais deram uma nova roupagem ao estilo Goa Trance sendo caracterizados como nova geração de artistas. O projeto The Muses Muppet de Israel representa este marco com o lançamento do álbum From The Legend em 2004. Um som futurista com fusão de algumas características do psy trance com o goa trance, permanência do bumbo com pitch elevado, baixo evidente e trabalhado, efeitos de glitch precisos e constantes, melodias precisas e não repetidas, uso de pianos, guitarras, além da adição de efeitos de filmes. Entre os novos artistas do trance podemos citar:
- DJElvert
- Crocoloko
- Via Axis
- Goastral
- Braincell
- Trold
- Psychowave
- GOAGNI
- GoAtma
- Jaraluca